# Кордкуй
Кордкуй (перс.  كرد كوی‎) — город в северной части Ирана, в остане Голестан. Административный центр шахрестана Кордкуй.

## История
До 1979 года Кордкуй был частью города Горган.

## География
Расположен недалеко от побережья залива Горган Каспийского моря, к западу от города Горган и к югу от города Бендер-Торкеман.

## Население
Население по данным на 2012 год составляет 30 492 человека; по данным переписи 2006 года оно насчитывало 28 991 человек.
| 1986   | 1991   | 1996   | 2006   | 2012   |
| ------ | ------ | ------ | ------ | ------ |
| 21 014 | 24 338 | 26 492 | 28 991 | 30 492 |